# Borjgali

Borjgali, antiguo símbolo georgiano del sol, relacionado con símbolos mesopotámicos y sumerios de la eternidad y el sol.

Borjgali (georgiano: ბორჯღალი; también Borjgala o Borjgalo; Borçgali en laz) es un símbolo georgiano del sol y la eternidad. El borjgali se representa a menudo con siete alas o ramas rotando sobre el árbol de la vida que pueden utilizarse para crear diversas formas y variaciones. Puede considerarse uno de los principales símbolos de la cultura georgiana.

## Etimología
Se cree que el término borjgali deriva de la palabra megreliana ბარჩხალი (barchkhali), que literalmente significa 'brillante fuerte'. Algunos otros eruditos creen que tiene diferentes orígenes. En megreliano antiguo borj significa 'tiempo' y gal significa 'pasar' o 'fluir'. Así que borjgali significaría 'el fluir del tiempo'.

## Uso
Este símbolo precristiano se utilizó ampliamente tanto en Georgia occidental (Cólquida, utilizado como ornamento) como oriental. A veces se utilizaba junto a la esvástica (símbolo tomado de la letra "Qan" (卐) del alfabeto georgiano asomtavruli) como uno de los logogramas más sagrados. También en monumentos y en los pilares centrales georgianos tradicionales de los edificios  (conocidos como dedabodzi de la arquitectura georgiana, literalmente, "pilar madre" ) como parte de un Darbazi en la cultura Kurá-Araxes como símbolo sagrado. Durante el periodo medieval, el borjgali se incorporó como parte de la simbología cristiana.
En la actualidad, el símbolo se utiliza en los documentos de identidad y pasaportes georgianos, así como en la moneda y billetes del (lari georgiano) y en la selección de rugby de Georgia. Los jugadores de la selección georgiana de rugby son llamados ბორჯღალოსნები (borjgalosnebi), que significa "hombres que llevan borjgali" o "marcados por el borjgali". También se utilizó en la enseña naval de Georgia a finales de la década de 1990 y principios de la de 2000. Los nacionalistas georgianos suelen utilizarlo para enfatizar el orgullo nacional.

## Galería
|                                      |
| Representación cólquida del borjgali |

|                                  |
| Borjgali en la catedral de Oshki |

|                                   |
| Borjgali en una moneda de Georgia |

|                                     |
| Borjgali en el billete de 100 laris |

|                                                                             |
| Jugador de rugby georgiano con borjgali en sus pantalones cortos y camiseta |

|                                           |
| Borjgali en la aerolínea Georgian Airways |

|                           |
| Borjgali en Fereydunshahr |

|                                               |
| Borjgali en la antigua enseña naval georgiana |